# 고테사시역
고테사시역(일본어: 小手指駅, こてさしえき)은 일본 사이타마현 도코로자와시에 있는 세이부 철도 이케부쿠로 선의 철도역이다. 부근에 고테사시 차량기지가 있기 때문에 이 역까지 운행하는 열차도 많다.

## 타는 곳
| ↑ 니시토코로자와 |
| \| 1 2\| 3 4 \|  |
| 사야마가오카 ↓   |

| 1 | ■이케부쿠로 선 | 도코로자와・네리마・이케부쿠로・유라쿠초 선 신키바・후쿠토신 선 시부야 방면    |
| 2 | ■이케부쿠로 선 | 도코로자와・・네리마・이케부쿠로・유라쿠초 선 신키바・후쿠토신 선 시부야 방면  |
| 3 | ■이케부쿠로 선 | 이루마 시・한노・아가노・세이부 치치부・ 치치부철도 미츠미네구치・나가토로방면 |
| 4 | ■이케부쿠로 선 | 이루마 시・한노・아가노・세이부 치치부・ 치치부철도 미츠미네구치・나가토로방면 |

- 평소에는 2·4 번 타는 곳에 진입하며, 1·3 번 타는 곳은 특급 및 쾌속 급행에 대비한 대피선이나 이 역에서 출발하거나 회차, 또는 이 역까지 운행하는 열차가 진입한다.

## 출구 정보
- 남쪽 출입구(南口)
  - 와세다 대학 도코로자와 캠퍼스(인간과학학술원, 스포츠과학학술원)
  - 기타노 공원
- 북쪽 출입구 (北口)

## 역사
- 1966년 : 고테사시 차량기지와의 연결을 목적으로 신호소로 개업
- 1970년 11월 20일 : 역으로 승격
- 1993년 12월 6일 : 쾌속급행 열차 정차
- 2006년 12월 26일 : 대합실 개설

## 인접역
| 세이부 철도■이케부쿠로 선                                | 세이부 철도■이케부쿠로 선                                  | 세이부 철도■이케부쿠로 선          |
| -------------------------------------------------------- | ---------------------------------------------------------- | ---------------------------------- |
| 도코로자와 이케부쿠로, 시부야, 요코하마 방면             | ■쾌속급행                                                  | 이루마 시 한노, 세이부 지치부 방면 |
| 니시토코로자와 이케부쿠로, 신키바, 시부야, 요코하마 방면 | ■급행, ■통근급행(상행선만), ■쾌속, ■통근준급, ■준급, ■보통 | 사야마가오카 한노 방면             |